# Celina dufaui
Celina dufaui är en skalbaggsart som beskrevs av Legros 1948. Celina dufaui ingår i släktet Celina och familjen dykare. Inga underarter finns listade i Catalogue of Life.